# Alain Fort
Pour les articles homonymes, voir Fort.
Alain Fort, né le 25 juillet 1946 à Lyon (Rhône), est un homme politique français.

## Détail des fonctions et des mandats
Mandat parlementaire
- 23 juin 1988 - 1er avril 1993 : Député de la 2e circonscription de la Drôme